# Paul Waltenspühl
Paul Waltenspühl, né le 31 décembre 1917 à Genève et mort le 5 septembre 2001 dans la même ville, est un architecte, ingénieur et professeur suisse.

## Biographie
Après des études au Technicum (1932-1935) puis à l école des beaux-arts de Genève (1935-1937) il obtient un diplôme de dessinateur-architecte (1941) puis entreprend des études d'ingénieur en génie civil à l'École polytechnique fédérale de Zurich (1941-1945, diplôme).
Waltenspühl ouvre un bureau d’architecture à Genève dès 1946 et travaille dès lors en indépendant, mais souvent aussi en étroite collaboration avec d'autres architectes, notamment Georges Brera, au sein du bureau Brera et Waltenspühl. À l’occasion du congrès du Congrès international d'architecture moderne CIAM à Aix-en-Provence en 1953, tous deux rencontrent Le Corbusier, bâtisseur qu’ils admirent et dont ils subissent l’influence.
Waltenspühl fonde également avec Erwin Oberwiler en 1985 le bureau Waltenspühl & Oberwiler SA.
On lui doit de nombreux ouvrages d'architecture et d'urbanisme, en particulier des usines et des écoles.
Il exerce également une carrière d’enseignant. Professeur à l'école des arts décoratifs de Genève (1955-1957). Professeur ordinaire à l’École polytechnique universitaire de Lausanne devenue École polytechnique fédérale de Lausanne(1957-1959) et à l’École polytechnique fédérale de Zurich (1959-1971). Membre du Congrès international d'architecture moderne dès 1953, Waltenspühl a fait partie également, dès 1952, de plusieurs commissions d'urbanisme.
Au nombre de ses principales constructions, on compte :
- Genève, stade de Champel (1946-1947)
- Genève, salle de gymnastique de la rue du Stand (1951-1953)
- Payerne, usine Eternit (1956-1957)
- Näfels, Maschinenfabrik und Gießerei Netstal à Näfels (1960-1961)[2].
- Lancy, bâtiments scolaires (1964-1977)[3]

## Publications
- Paul Waltenspühl, Concevoir, dessiner, construire : une passion, Lausanne, Livre total, 1990.
- Paul Waltenspühl, Villes à plan radioconcentrique : essai théorique de synthèse et d'application pratique à l'urbanisme, Genève, 1996.

## Sources
- Fonds : Georges Brera et Paul Waltenspühl (1919-1986).  Cote : Acm-EPFL 0015, Georges Brera et Paul Waltenspühl. Lausanne : Archives de la construction moderne – EPFL (présentation en ligne).
- Fonds : Paul Waltenspühl (1908-2005).  Cote : CH-000419-1 WAL. Genève : Archives Architectures Genève - HEPIA (présentation en ligne).